# Kim Young-gwon
Kim Young-gwon (ur. 27 lutego 1990 w Jeonju) – południowokoreański piłkarz występujący na pozycji obrońcy w japońskim klubie Gamba Osaka oraz w reprezentacji Korei Południowej.

## Życiorys

### Kariera klubowa
Od 2010 był zawodnikiem japońskich klubów F.C. Tokyo i Omiya Ardija oraz chińskiego klubu Guangzhou Evergrande.
26 stycznia 2019 podpisał kontrakt z japońskim klubem Gamba Osaka, umowa do 31 stycznia 2020.

### Kariera reprezentacyjna
Był reprezentantem Korei Południowej w kategoriach wiekowych U-20 i U-23.
W seniorskiej reprezentacji Korei Południowej zadebiutował 11 sierpnia 2010 na stadionie Suwon World Cup Stadium (Suwon, Korea Południowa) w meczu towarzyskim przeciwko reprezentacji Nigerii.
Znalazł się w kadrze na Mistrzostwa Świata 2014 oraz Mistrzostwa Świata 2018.

## Sukcesy

### Klubowe
Guangzhou Evergrande
- Zwycięzca Chinese Super League: 2012, 2013, 2014, 2015, 2016, 2017
- Zwycięzca Pucharu Chin: 2012, 2016
- Zdobywca drugiego miejsca Pucharu Chin: 2013
- Zwycięzca Superpucharu Chin: 2016, 2018
- Zdobywca drugiego miejsca Superpucharu Chin: 2013, 2014, 2015
- Zwycięzca Azjatyckiej Ligi Mistrzów: 2013, 2015

### Reprezentacyjne
Korea Południowa U-23
- Brązowy medal na Igrzyskach azjatyckich: 2010
- Brązowy medal na Letnich igrzyskach olimpijskich: 2012

Korea Południowa
- Zdobywca drugiego miejsca Pucharu Azji: 2015
- Zwycięzca Pucharu Azji Wschodniej: 2015, 2019